# قلبي معكم (مسلسل)
قلبي معكم مسلسل تلفزيوني درامي سوري. أنتج عام 2009 من تأليف أمل حنا، وإخراج سامر البرقاوي.

## قصة المسلسل
يتناول العمل ضمن إطار شفاف ورومانسي عالم اكتشاف العاطفة لدى مختلف الشخصيات انطلاقاً من طبيب جراح لديه مستشفى ورثها عن والده ، ومن خلال هذه المستشفى يتم التعرّف على شخصيات متنوعة (أطباء – ممرضات – عاملين) ومرضى قادمين للعلاج ومن خلالهم يتم استعراض المشكلات المتنوعة للناس من صحية ، تربوية ، اجتماعية، وعاطفية مروراً بالثقافية عن طريق رصد حياة و مصائر ومآسي وأفراح عديدة يعيشها الناس في فئاتهم الاجتماعية المختلقة ، كما يطرح العمل عدة أمثلة لمتزوجين في محاولة للغوص في حياتهم ومشكلاتهم ، كيف يحبون ومتى يكرهون ..
وأحداث المسلسل تغطي مرحلتين زمنيتين إذ يبدأ في أوائل التسعينيات ويمتد حتى وقتنا الحالي وهو يتناول جيلين بكل ما يحملانه من تناقضات فيما بينهما ، المرحلة الزمنية الأولى تتمثل في زواج بطل العمل (الطيب) من فتاة شابة تصغره بأعوام كثيرة وهو الذي يطمح لتحقيق مشروع حياته عبر تأسيس مستشفى مجاني لأنه طبيب إنسان فهو لا يعالج الأمراض فقط وإنما في كثير من الأحيان يرى نفسه مسؤولاً عن حل مشكلاتهم .. بعد أن تمر فترة قصيرة على زواجه يدرك أن الارتباط بفتاة شابه وحده لا يكفي لملء حياته العاطفية ويتعرف على امرأة متزوجة وأم فيرى فيها المرأة التي يحتاج لكنها ترفض أن تخرب حياة زوجها وأولادها فيضطر لقبول صداقتها لأنها لن تعطيه أكثر من ذلك . ولكنه بالوقت ذاته لا يستطيع أن يطلق زوجته ولا أن يمنحها الحب الذي تطلب فيعيشان معاً وتنجب له ولدين دون أن تحظى بحبه.
تمر السنوات لننتقل إلى المرحلة الزمنية الثانية حيث يكبر الأولاد ويدرس ابنه الطب فيضع فيه آماله كلها في إتمام مشروعه ومتابعة عمل العائلة وما بناه في المستشفى ولكن الابن يكتشف أن الطب ليس مهنته وأنه كان مسيراً دائماً في حياته وهو يرفض أن يكون ما صنع منه والداه ويريد أن يقرر حياته بنفسه .. فهل يعود الابن عن قراره ويحطم مشروع والده أم يضع يده بيد والده ليكمل بناء الحلم ؟ ..
معظم أبطال العمل سيتطوعون لمساعدته في مستشفاه المجاني الذي ربما كان يعني بالنسبة لكل منهم رغبة في التكفير عن الذنوب التي لم يرتكبوها أو ارتكبوها دون قصد . أو محاولة لفعل شيء ما إيجابي ومن أجل الغير في هذه الحياة المليئة بخيبات الأمل وبالكثير من القلق والقليل من السعادة.

## طاقم العمل

### بطولة
- دينا خانكان
- عباس النوري
- رفيق سبيعي
- ريم علي بدور أمل.
- نادين تحسين بيك
- وائل الرفاعي (شرف)
- سلافة عويشق
- إفلين حسن
- ميسون أبو أسعد
- رنا شميس
- قاسم ملحو
- جلال شموط
- ميرنا شلفون
- عدنان أبو الشامات
- رنا جمول
- أحمد الأحمد
- سعد لوستان
- نجلاء الخمري
- عمار الحاج
- خالد مزهر
- عروة العربي
- فادي الشامي
- ميريانا معلولي
- ميسون أسعد
- محمد الأحمد
- ريما الشيخ
- طارق عبدو
- نضال سيجري
- أيمن رضا
- ضحى الدبس
- حسن عويتي
- مريم علي

### ضيوف الحلقات
- عمر حجو
- أنطوانيت نجيب
- جرجس جبارة
- حسام الشاه
- نوار بلبل
- محمد رافع
- فاتن شاهين
- أميرة حجو
- رجاء يوسف
- فراس نعناع
- إسكندر عزيز
- فاضل وفائي
- أميرة خطاب
- غادة بشور
- أحمد خليفة